# 周期写像
数学では代数幾何学の分野において、周期写像(period mapping)がケーラー多様体の族とホッジ構造の族とを関係付ける。

## エーレスマンの定理(Ehresmann's theorem)
f : X → B を正則埋め込みの射(morphism)とする。B の点 b に対し、b 上の f のファイバを Xb で表すとし、B の点 0 を固定する。エーレスマンの定理は 0 の周りの小さな開近傍 U であってそこで f がファイバーバンドルとなるようなものが存在することを保証する。すなわち、f−1(U) は X0 × U に微分同相である。特に、合成写像
{\displaystyle X_{b}\hookrightarrow f^{-1}(U)\cong X_{0}\times U\twoheadrightarrow X_{0}}
は微分同相である。この微分同相写像は、写像が自明化の選択に依存しているので、一意には決まらない。（ファイバーバンドルの）自明化は U 内の滑らかな経路から構成され、微分同相のホモトピー類は b から 0 への経路のホモトピー類の選択にのみ依存することを示すことができる。特に、U が可縮であれば、ホモトピーの差異を除ききちんと定義できる微分同相が存在する。
Xb から X0 への微分同相写像は、コホモロジー群の同型
{\displaystyle H^{k}(X_{b},\mathbf {Z} )\cong H^{k}(X_{b}\times U,\mathbf {Z} )\cong H^{k}(X_{0}\times U,\mathbf {Z} )\cong H^{k}(X_{0},\mathbf {Z} )}
を引き起こし、ホモトピー写像はコホモロジー上に恒等写像を引き起こすので、この同型は b から 0 への経路のホモトピー類のみに依存する。

## 偏極のない局所周期写像
f が固有で X0 がケーラー多様体であるとする。ケーラー条件は未定であるので、U を縮めた後に、すべての U 内の b に対し、Xb はコンパクトでケーラーである。さらに U を縮めて、X0 が可縮であると仮定してよい。すると、X0 と Xb のコホモロジー群の間に同型がうまく定義できる。これらの同型は、X0 のホッジ構造と Xb のホッジ構造を保存することは、一般にはない。何故ならば、それらは微分同相写像から引き起こされたもので、双正則写像から引き起こされたものではないからである。FpHk(Xb, C) をホッジフィルトレーションの p番目のステップを表すとすると、Xb のホッジ数は X0 のホッジ数に等しい
ので、bp,k = dim FpHk(Xb, C) の数値（ベッチ数）は b とは独立である。周期写像 は写像
{\displaystyle {\mathcal {P}}:U\rightarrow F=F_{b_{1,k},\ldots ,b_{k,k}}(H^{k}(X_{0},\mathbf {C} )),}
であり、ここに F はすべての p に対し、次元が bp,k である部分空間の列の旗多様体(flag variety)であり、次の写像が存在する。
{\displaystyle b\mapsto (F^{p}H^{k}(X_{b},\mathbf {C} ))_{p}.}
Xb はケーラー多様体であるから、ホッジフィルトレーションは、ホッジ-リーマンの双線型関係式 (Hodge–Riemann bilinear relations)を満たす。このことは
{\displaystyle H^{k}(X_{b},\mathbf {C} )=F^{p}H^{k}(X_{b},\mathbf {C} )\oplus {\overline {F^{k-p+1}H^{k}(X_{b},\mathbf {C} )}}.}
であることを意味する。部分空間の旗多様体のすべてがこの条件を満足するわけではない。この条件を満たす旗多様体の部分集合を 偏極のない局所周期写像(unpolarized local period domain)と呼び、{\displaystyle {\mathcal {D}}} と書く。{\displaystyle {\mathcal {D}}} は旗多様体 F の開部分集合である。

## 偏極をもつ局所周期写像
各々の Xb がケーラーであるだけでなく、あるケーラークラスが存在して b で正則に変形できると仮定する。言い換えると、H2(X, Z) の中にクラス ω が存在して、任意の b に対して、ω の Xb への制限 ωb がケーラーであることを仮定する。ωb は Hk(Xb, C) 上の双線型形式 Q を、次の式により決定する。
{\displaystyle Q(\xi ,\eta )=\int \omega _{b}^{n-k}\wedge \xi \wedge \eta .}
この形式は、b で正則に変化し、結果として周期写像の像に加えられた拘束条件である、ホッジ-リーマンの双線型関係式から再び出てくる次の条件を満たす。これらの条件は、
1. 直交性： FpHk(Xb, C) が Q に関して Fk − p + 1Hk(Xb, C) と直交していること。
2. 正値性： すべての p + q = k について、{\displaystyle \textstyle (-1)^{k(k-1)/2}i^{p-q}Q} のタイプ (p, q) のクラスが正定値であること。

偏極を持つ局所周期領域(polarized local period domain)は、旗多様体が上記の条件を満たす偏極のない局所周期領域の部分集合である。最初の条件は閉じた条件で、第二の条件は開いた条件である。結局、偏極を持つ局所周期領域は、偏極を持たない局所周期領域と旗多様体 F の局所閉部分集合である。周期写像は前と同じ方法で定義される。
偏極をもつ局所周期領域と偏極を持つ周期写像は、それぞれ、{\displaystyle {\mathcal {D}}} と {\displaystyle {\mathcal {P}}} と書く。

## 大域的周期写像
局所周期写像だけでは、基礎空間 B のトポロジーの情報が得られない。大域的な周期写像は、この情報（局所周期写像の情報）が依然として有効であるように構成される。大域的周期写像の構成することの困難は、B のモノドロミーに起因する。もはや、ファイバー Xb と X0 を関連付ける一意な微分同相のホモトピー類は存在しない。代わりに、B の中の経路の異なるホモトピー類は、別な微分同相のホモトピー類を引き起こすことができる。従って、コホモロジー群の別な同型を引き起こすことができる。結局、もはや各々のファイバーにはうまく定義できる旗多様体が存在しなくなる。代わりに、旗多様体は基本群の作用の差異を除いてのみ定義することができる。
偏極のない場合は、上記の B の中の曲線のホモトピー類により引き起こされるすべての自己同型からなる GL(Hk(X0, Z)) の部分群として、モノドロミー群 Γ を定義する。旗多様体は放物型部分群によるリー群の商であり、モノドロミー群はリー群の数論的部分群である。偏極のない大域的周期領域(global unpolarized period domain)は Γ の作用による偏極のない局所周期領域の商である（従って、二重コセット(double coset)の集まりである）。偏極を持つ場合は、モノドロミー群の元は双線型形式 Q を保つことも要求され、偏極を持つ大域的周期領域は、同様な方法で Γ による商として構成される。どちらの場合も、周期写像は B の点を Xb 上のホッジフィルトレーションのクラスへ写す。

## 性質
グリフィスは、周期写像が正則であることを証明した。彼のグリフィス横断性定理(Griffiths's transversality theorem)は周期写像の幅を制限する。

## 周期行列
ホッジフィルトレーションは周期行列を使い表現することができる。k-次整係数ホモロジー群 Hk(X, Z) のトーションのない部分の基底を δ1, ..., δr とする。p と q を p + q = k となるよう固定し、(p, q) のタイプの調和形式の基底を ω1, ..., ωs とする。これらの基底に関して X0 の 周期行列 は次の行列となる。
{\displaystyle \Omega ={\Big (}\int _{\delta _{i}}\omega _{j}{\Big )}_{1\leq i\leq r,1\leq j\leq s}}
周期行列の各要素は基底の選択と複素構造に依存する。δs は、SL(r, Z) の中の行列 Λ の選択により変化することができ、ω たちは GL(s, C) の中の行列 A の選択により変化することができる。周期行列は、ある A と Λ の選択に対して AΩΛ と書くことができるならば、Ω と「同値」となる。

## 楕円曲線の場合
次の楕円曲線の族を考える。
{\displaystyle y^{2}=x(x-1)(x-\lambda )}
ここに λ は 0 でも 1 でもない複素数とする。曲線の一次コホモロジー群のホッジフィルトレーションは2つのステップ F0 と F1 とを持っている。しかし、F0 は完全コホモロジー群であるので、興味のあるフィルトレーションの項は、唯一、F1 である。この項は H1,0 であり、1-形式の正則調和形式の空間である。
楕円曲線であるので、すべての λ に対し H1,0 は微分形式 ω = dx/y で貼られ、（ H1,0 の次元は）1次元である。曲線のホモロジー群の明示的な表示を見つけるために、曲線はリーマン球面上の次の多値函数のグラフとして表現できることに注意する。
{\displaystyle y={\sqrt {x(x-1)(x-\lambda )}}}
この函数の分岐点は 0 と 1 と λ と ∞ の4点であり、一つは 0 から 1 への分岐であり、もう一つは  λ から ∞ への分岐の2つの分岐を作ると、函数の分岐点を消去されるので、多値函数は2つのシートへ切り分けられる。十分に小さな ε > 0 を固定する。これらのシートのうちのひとつのシート上で、曲線 γ(t) = 1/2 + (1/2 + ε)exp(2πi t) を追ってみると、十分に小さな ε に対し、この曲線は分岐した片方のシートである [0, 1] に囲まれているので、もう一つの分岐したシート [λ, ∞] と交わることはない。さらに、一つのシート上で 0 ≤ t ≤ 1/2 に対して、δ(t) = 1 + 2(λ − 1)t として定義される曲線 δ(t) を追うと、1/2 ≤ t ≤ 1 に対し、もう一つの別なシートの上で δ(t) = λ + 2(1 − λ)(t − 1/2) として繋がっている。この曲線の各々の半分は、点 1 と点 λ をリーマン面の2つのシート上で繋いでいる。ザイフェルト–ファン・カンペンの定理により、曲線のホモロジー群はランクが 2 の自由群である。曲線は一点 1 + ε で交わるので、曲線は一つの点で 1 + ε で出会い、どちらのホモロジー類も他のホモロジー類の固有な積ではなく、よって、それらは H1 の基底を形成する。従って、この族の周期行列は、
{\displaystyle {\begin{pmatrix}\int _{\gamma }\omega \\\int _{\delta }\omega \end{pmatrix}}}
である。この行列の最初の要素は、A として、第二の用途は B として省略して書く。
この双線型形式 √(−1)Q は正定値である。何故ならば、局所的には常に ω を f dz と書くことができ、よって
{\displaystyle {\sqrt {-1}}\int _{X_{0}}\omega \wedge {\bar {\omega }}={\sqrt {-1}}\int _{X_{0}}|f|^{2}\,dz\wedge d{\bar {z}}>0.}
となるからである。ポアンカレ双対性により γ と δ は、互いに、H1(X0, Z) の基底であるコホモロジー類 γ* と δ* に対応する。このことより、 ω はγ* と δ* の線型結合として書くことができる。この係数は、双対基底 γ と δ について ω を評価することにより、次の式で与えられる。
{\displaystyle \omega =A\gamma ^{*}+B\delta ^{*}.}
これらの項で Q の正定値性を示すと、
{\displaystyle {\sqrt {-1}}\int _{X_{0}}A{\bar {B}}\gamma ^{*}\wedge {\bar {\delta }}^{*}+{\bar {A}}B{\bar {\gamma }}^{*}\wedge \delta ^{*}=\int _{X_{0}}\operatorname {Im} \,(2{\bar {A}}B{\bar {\gamma }}^{*}\wedge \delta ^{*})>0}
となる。γ* と δ* は整数であるので、それらは共役については不変である。さらに、γ と δ は一点で交わり、その点は H0 で生成され、γ* と δ* のカップ積は X0 の基本類である。結局、この積分は、{\displaystyle \operatorname {Im} \,2{\bar {A}}B} に等しい。積分は、ゼロよりも大きい（ゼロを含まない）正の値で、従って A も B もゼロではありえない。
ω による再スケーリングの後、周期行列はある複素数  τ に対し、ゼロを除く正の値を虚部にもつ (1 τ) に等しいことを仮定する。これは GL(1, C) 作用から来る曖昧さを消去する。従って、SL(2, Z) の作用は普通の上半平面上のモジュラ群の作用である。結局、周期領域はリーマン面である。これは楕円曲線の格子としての普通のパラメトライズとなっている。